# Xavier Lameyre
« Lameyre » redirige ici. Pour les articles homophones, voir La Mer et La mère.
Xavier Lameyre, né le 16 juin 1956 à Brazzaville au Congo et mort le 8 septembre 2019 à Pamandzi dans le département de Mayotte, est un magistrat français. 

## Biographie
Xavier Lameyre a enseigné brièvement la criminologie et la pénologie à l'Institut de criminologie de Paris (université Panthéon-Assas). De 2002 à 2007, il a travaillé à l'École nationale de la magistrature (antenne de Paris), en tant que chargé de formation et de recherche. À partir de 2013, il exerce au tribunal de grande instance de Mamoudzou (Mayotte). 
Diplômé de l'École des hautes études en sciences sociales, il est l'auteur d'un mémoire[réf. nécessaire] sur les images mentales, publiée aux PUF, en 1993, sous le titre L'imagerie mentale. Xavier Lameyre est l'auteur de nombreuses publications relatives à la délinquance sexuelle et aux soins pénalement ordonnés.
Ses obsèques ont eu lieu le 9 septembre 2019 à Pamandzi.

## Polémique
Xavier Lameyre a été au cœur d'une polémique aux mois de février et juin 2010. En poste au tribunal de Grande Instance de Créteil, il a été surnommé « Liberator « par les syndicats de police. En effet, trois syndicats de police ont accusé Xavier Lameyre, juge des libertés et de la détention à l'époque, de refuser de prolonger les gardes à vue pour trafic de stupéfiants qui peuvent durer jusqu’à quatre jours. Cette prise de position a suscité une importante polémique puisque Xavier Lameyre a été évincé de son poste et nommé à la présidence d'une chambre du tribunal correctionnel. La ministre de la Justice de l'époque, Michèle Alliot-Marie avait alors considéré qu'il ne s'agissait pas d'une sanction.

## Principaux ouvrages
- (avec Marie Brossy-Patin), Vous avez dit justice ?, La Documentation française, Paris, 2006.
- Le guide des peines : prononcé, exécution et application, Dalloz, coll. « Guides Dalloz », 2005, 3e éd., 450 p. (en collaboration avec B. Lavielle)
- Les violences sexuelles, Toulouse, Milan, coll. « Les Essentiels », n° 198, 2001, 64 p.
- La criminalité sexuelle, Paris, Flammarion, coll. « Dominos », n° 206, 2000, 127 p.
- L’imagerie mentale, Paris, PUF, coll. « Que sais-je ? », n° 2780, 1993, 127 p.